# UEFA Women's Nations League 2023-2024 - Lega C
Questa voce raccoglie un approfondimento sulle gare della Lega C dell'UEFA Women's Nations League 2023-2024. La fase a gironi della Lega C si è disputata tra il 22 settembre e il 5 dicembre 2023. 

## Formato
Nella Lega B partecipano le 19 nazionali UEFA comprese tra il 33º e il 51º posto del ranking, suddivise in quattro gruppi da quattro e un gruppo da tre. Nei primi quattro gruppi ogni squadra giocherà sei partite nel proprio gruppo affrontando le altre tre squadre in casa e in trasferta in tre finestre a settembre, ottobre e dicembre 2023 mentre nel gruppo da tre squadre ogni squadra giocherà quattro partite nel proprio gruppo affrontando le altre due squadre in casa e in trasferta. Le vincitrici dei cinque gruppi saranno promosse nella Lega B. La competizione fungerà inoltre come una fase preliminare delle qualificazioni al campionato europeo 2025, che saranno strutturate anch'esse in leghe. Le tre migliori seconde classificate disputeranno dei play-off contro le tre migliori terze dei gruppi della Lega B.

## Squadre partecipanti
Le squadre sono state assegnate alla Lega C in base al ranking a conclusione della fase a gironi delle qualificazioni al mondiale 2023. Le urne per il sorteggio, tre composte da cinque squadre ciascuna e una composta da quattro squadre, sono state anch'esse composte in base al ranking. Delle restrizioni sono applicate al sorteggio: a causa del "conflitto Nagorno Karabakh", Armenia e Azerbaigian non possono essere sorteggiate nello stesso girone. Per quanto riguarda le restrizioni sulle sedi invernali, un gruppo può contenere un massimo di due tra Estonia, Isole Faroe, Lettonia e Lituania. A causa delle eccessive restrizioni di viaggio, solo una tra Andorra, Isole Faroe e Malta può essere sorteggiato con il Kazakistan.
| Squadra            | Rank |
| ------------------ | ---- |
| Malta              | 34   |
| Israele            | 35   |
| Azerbaigian        | 36   |
| Turchia            | 37   |
| Macedonia del Nord | 38   |

| Squadra     | Rank |
| ----------- | ---- |
| Kosovo      | 39   |
| Montenegro  | 40   |
| Lussemburgo | 41   |
| Estonia     | 42   |
| Moldavia    | 43   |

| Squadra    | Rank |
| ---------- | ---- |
| Lituania   | 44   |
| Kazakistan | 45   |
| Lettonia   | 46   |
| Bulgaria   | 47   |
| Cipro      | 48   |

| Squadra | Rank |
| ------- | ---- |
| Fær Øer | 49   |
| Georgia | 50   |
| Armenia | 51   |
| Andorra | 52   |

## Gruppo 1

### Classifica
| Pos | Squadra  | Pt | G | V | N | P | GF | GS | DR  |
| --- | -------- | -- | - | - | - | - | -- | -- | --- |
| 1   | Malta    | 16 | 6 | 5 | 1 | 0 | 13 | 1  | +12 |
| 2   | Lettonia | 10 | 6 | 3 | 1 | 2 | 17 | 6  | +11 |
| 3   | Andorra  | 4  | 6 | 1 | 1 | 4 | 2  | 17 | -15 |
| 4   | Moldavia | 3  | 6 | 0 | 3 | 3 | 4  | 12 | -8  |

### Risultati
| Arbitro: | Jana Van Laere |

|  |           |            |
|  | Marcatori | 83’ Bugeja |

| Arbitro: | Marina Zechner |

|           |           |                          |
| Topal 17’ | Marcatori | 28’ Muelas 77’ Del Barco |

| Arbitro: | Nanna Løf Andersen |

|  |           |                                       |
|  | Marcatori | 15’, 26’, 45+4’ Miksone 36’ Zaičikova |

| Arbitro: | Michaela Pachtova |

|                 |           |  |
| Bugeja 46’, 58’ | Marcatori |  |

| Arbitro: | Eirini Pingiou |

|                                                  |           |  |
| Suvitra 34’, 39’ Ševcova 64’ Poļuhoviča 74’, 76’ | Marcatori |  |

| Arbitro: | Melis Özçiğdem |

|                                                               |           |  |
| Bugeja 17’, 46’ S. Farrugia 23’ M. Farrugia 74’ Cuschieri 77’ | Marcatori |  |

| Arbitro: | Frederikke Lydia Søkjær |

|                                        |           |                                         |
| Guțu 29’ Colesnicenco 53’ Cojuhari 78’ | Marcatori | 50’, 90+1’ (rig.) Miksone 90+6’ Voitāne |

| Arbitro: | Sofik Torosyan |

|  |           |                             |
|  | Marcatori | 36’, 40’, 43’ (rig.) Bugeja |

| Arbitro: | Silvia Gasperotti |

|                                      |           |  |
| Ševcova 42’, 45’, 47’ Poļuhoviča 68’ | Marcatori |  |

| Chișinău 1º dicembre 2023, ore 15:00 UTC+2 | Moldavia        | 0 – 0 referto | Malta | Stadio Zimbru (353 spett.)\| Arbitro: \| Louise Thompson \| |
| Arbitro:                                   | Louise Thompson |               |       |                                                             |

| Arbitro: | Ioanna Allayiotou |

|                            |           |                    |
| Willis 58’ M. Farrugia 73’ | Marcatori | 50’ (rig.) Miksone |

| Andorra la Vella 5 dicembre 2023, ore 16:00 UTC+2 | Andorra     | 0 – 0 referto | Moldavia | Stadio Nazionale (156 spett.)\| Arbitro: \| Rita Vehapi \| |
| Arbitro:                                          | Rita Vehapi |               |          |                                                            |

## Gruppo 2

### Classifica
| Pos | Squadra     | Pt | G | V | N | P | GF | GS | DR  |
| --- | ----------- | -- | - | - | - | - | -- | -- | --- |
| 1   | Turchia     | 18 | 6 | 6 | 0 | 0 | 16 | 0  | +16 |
| 2   | Lituania    | 5  | 6 | 1 | 2 | 3 | 4  | 9  | -5  |
| 3   | Lussemburgo | 5  | 6 | 1 | 2 | 3 | 6  | 11 | -5  |
| 4   | Georgia     | 5  | 6 | 1 | 2 | 3 | 5  | 11 | -6  |

### Risultati
| Arbitro: | Lotta Vuorio |

|  |           |                                |
|  | Marcatori | 8’ Thompson 15’ (rig.) Estevez |

| Arbitro: | Audrey Gerbel |

|  |           |                               |
|  | Marcatori | 5’ Cin 41’ Sadikoğlu 71’ Uraz |

| Arbitro: | Rita Vehapi |

|                           |           |  |
| Sadıkoğlu 30’ Civelek 85’ | Marcatori |  |

| Arbitro: | Eirini Pingiou |

|                        |           |               |
| Lourenco Magalhães 34’ | Marcatori | 27’ Cheminava |

| Vilnius 27 ottobre 2023, ore 16:00 UTC+2 | Lituania    | 0 – 0 referto | Georgia | Stadio LFF (83 spett.)\| Arbitro: \| Zoe Stavrou \| |
| Arbitro:                                 | Zoe Stavrou |               |         |                                                     |

| Arbitro: | Miriama Bočková |

|  |           |                                                     |
|  | Marcatori | 21’, 45+2’ Sadıkoğlu 52’ (rig.) Topçu 84’ Karabulut |

| Arbitro: | Cristina Trandafir |

|  |           |                                                 |
|  | Marcatori | 21’ Grikšaitė 58’ Vaitukaitytė 90+3’ Giržutaitė |

| Arbitro: | Maral Mirzai Beni |

|               |           |  |
| Sadıkoğlu 14’ | Marcatori |  |

| Arbitro: | Lisa Benn |

|                                                          |           |                          |
| Bakradze 66’ Tchkonia 79’ Pasikashvili 86’ Danelia 90+7’ | Marcatori | 19’ Machado 26’ Thompson |

| Arbitro: | Olivia Tschon |

|  |           |                                                    |
|  | Marcatori | 10’ Hız 20’ Uraz 53’ (aut.) Neverdauskaitė 89’ Çal |

| Arbitro: | Jelena Jermolajeva |

|                      |           |  |
| Hız 26’ Türkoğlu 41’ | Marcatori |  |

| Arbitro: | Franziska Wildfeuer |

|                        |           |                |
| Lourenco Magalhães 26’ | Marcatori | 86’ Giržutaitė |

## Gruppo 3

### Classifica
| Pos | Squadra     | Pt | G | V | N | P | GF | GS | DR  |
| --- | ----------- | -- | - | - | - | - | -- | -- | --- |
| 1   | Azerbaigian | 16 | 6 | 5 | 1 | 0 | 9  | 2  | +7  |
| 2   | Montenegro  | 12 | 6 | 4 | 0 | 2 | 14 | 4  | +10 |
| 3   | Cipro       | 7  | 6 | 2 | 1 | 3 | 3  | 6  | -3  |
| 4   | Fær Øer     | 0  | 6 | 0 | 0 | 6 | 1  | 15 | -14 |

### Risultati
| Arbitro: | Elena Gobjila |

|               |           |                 |
| Jafarzade 46’ | Marcatori | 66’ Aristodimou |

| Arbitro: | Briet Bragadottir |

|  |           |         |
|  | Marcatori | 21’ Kuč |

| Arbitro: | Maral Mirzai Beni |

|  |           |            |
|  | Marcatori | 87’ Parlak |

| Arbitro: | Maika Vanderstichel |

|             |           |  |
| Violari 65’ | Marcatori |  |

| Arbitro: | Jelena Jermolajeva |

|                  |           |                              |
| Christiansen 83’ | Marcatori | 30’ Bakarandze 50’ Mollayeva |

| Arbitro: | Kateryna Usova |

|  |           |                       |
|  | Marcatori | 22’ Kuč 73’ Šaranović |

| Arbitro: | Anastasija Romanjuk |

|                                       |           |  |
| Mollayeva 58’ Parlak 62’ Ahmadova 84’ | Marcatori |  |

| Arbitro: | Vivian Peeters |

|  |           |             |
|  | Marcatori | 33’ Violari |

| Arbitro: | Marina Zechner |

|                                                                                                   |           |  |
| Bulatović 8’, 63’ Kuč 9’, 18’ Dal Christiansen 55’ (aut.) Đoković 67’, 90+3’ Vujadinović 73’, 84’ | Marcatori |  |

| Arbitro: | Caroline Lanssens |

|  |           |                 |
|  | Marcatori | 8’ D. Mammadova |

| Arbitro: | Lovisa Johansson |

|                 |           |  |
| Mirzaliyeva 68’ | Marcatori |  |

| Arbitro: | Teresa Oliveira |

|                       |           |  |
| Bulatović 46’ Kuč 74’ | Marcatori |  |

## Gruppo 4

### Classifica
| Pos | Squadra    | Pt | G | V | N | P | GF | GS | DR  |
| --- | ---------- | -- | - | - | - | - | -- | -- | --- |
| 1   | Israele    | 16 | 6 | 5 | 1 | 0 | 21 | 2  | +19 |
| 2   | Estonia    | 10 | 6 | 3 | 1 | 2 | 11 | 11 | 0   |
| 3   | Kazakistan | 8  | 6 | 2 | 2 | 2 | 6  | 5  | +1  |
| 4   | Armenia    | 0  | 6 | 0 | 0 | 6 | 5  | 25 | -20 |

### Risultati
| Tartu 22 settembre 2023, ore 18:00 UTC+2 | Estonia           | 0 – 0 referto | Kazakistan | Tamme Staadion (334 spett.)\| Arbitro: \| Caroline Lanssens \| |
| Arbitro:                                 | Caroline Lanssens |               |            |                                                                |

| Arbitro: | Vera Opeykina |

|              |           |                                   |
| Asatryan 54’ | Marcatori | 27’ Turlybekova 57’ Orynbassarova |

| Arbitro: | Lisa Benn |

|  |           |                                                                   |
|  | Marcatori | 7’ Sharabi 17’ Shtainshnaider 60’ Selimhodzic 75’ Kats 90+2’ Beck |

| Arbitro: | Lotta Vuorio |

|               |           |                                   |
| Ghukasyan 70’ | Marcatori | 25’, 48’, 60’ Tammik 64’ Treiberg |

| Arbitro: | Elena Gobjila |

|                                                |           |             |
| Tammik 8’, 90+2’ Treiberg 23’, 38’ Himanen 76’ | Marcatori | 56’ Pizlova |

| Arbitro: | Simona Ghisletta |

|  |           |                     |
|  | Marcatori | 14’ Awad 38’ Avital |

| Telki 26 novembre 2023, ore 12:00 UTC+2 | Israele     | 0 – 0 referto | Kazakistan | Globall Football Park (20 spett.)\| Arbitro: \| Cansu Tryak \| |
| Arbitro:                                | Cansu Tryak |               |            |                                                                |

| Arbitro: | Frederikke Lydia Søkjær |

|  |           |                                        |
|  | Marcatori | 55’ Sommer 67’, 86’, 90+2’ (rig.) Beck |

| Arbitro: | Kirsty Dowle |

|  |           |              |
|  | Marcatori | 6’ Bannikova |

| Arbitro: | Vivian Peeters |

|                                                                               |           |               |
| Almasri 22’ M. Karapetyan 33’ (aut.) Beck 43’, 59’ Avital 45’ Selimhodzic 72’ | Marcatori | 57’ Dallakyan |

| Arbitro: | Maïka Vanderstichel |

|                              |           |            |
| Beck 3’, 47’, 55’ Elinav 40’ | Marcatori | 80’ Tammik |

| Arbitro: | Jurgita Mačikunytė |

|                                                       |           |                     |
| Myasnikova 40’, 58’ Gaistenova 48’ Kulmagambetova 71’ | Marcatori | 68’ (aut.) Portnova |

## Gruppo 5

### Classifica
| Pos | Squadra            | Pt | G | V | N | P | GF | GS | DR |
| --- | ------------------ | -- | - | - | - | - | -- | -- | -- |
| 1   | Kosovo             | 10 | 4 | 3 | 1 | 0 | 10 | 2  | +8 |
| 2   | Bulgaria           | 5  | 4 | 1 | 2 | 1 | 4  | 7  | -3 |
| 3   | Macedonia del Nord | 1  | 4 | 0 | 1 | 3 | 3  | 8  | -5 |

### Risultati
| Arbitro: | Miriama Matulova |

|  |           |             |
|  | Marcatori | 4’ Stankova |

| Plovdiv 26 settembre 2023, ore 17:00 UTC+2 | Bulgaria         | 0 – 0 referto | Kosovo | Stadio Lokomotiv (223 spett.)\| Arbitro: \| Lovisa Johansson \| |
| Arbitro:                                   | Lovisa Johansson |               |        |                                                                 |

| Arbitro: | Michaela Pachtova |

|  |           |                      |
|  | Marcatori | 20’ Limani 41’ Metaj |

| Arbitro: | Silvia Domingos |

|                                         |           |              |
| Halilaj 7’ (rig.) Memeti 14’ Biqkaj 34’ | Marcatori | 90’ Cokleska |

| Arbitro: | Melis Özçiğdem |

|                                               |           |             |
| Halilaj 39’ Metaj 58’ Uka 71’ Memeti 84’, 89’ | Marcatori | 26’ Ivanova |

| Arbitro: | Alexandra Collin |

|                          |           |                       |
| Zheleva 85’ Rasina 90+5’ | Marcatori | 11’ Rochi 62’ Maksuti |

## Play-off

### Raffronto tra le seconde classificate
| Pos | Gr | Squadra    | Pt | G | V | N | P | GF | GS | DR |
| --- | -- | ---------- | -- | - | - | - | - | -- | -- | -- |
| 1   | C1 | Lettonia   | 6  | 4 | 2 | 0 | 2 | 9  | 3  | +6 |
| 2   | C3 | Montenegro | 6  | 4 | 2 | 0 | 2 | 4  | 4  | 0  |
| 3   | C5 | Bulgaria   | 5  | 4 | 1 | 2 | 1 | 4  | 7  | -3 |
| 4   | C4 | Estonia    | 4  | 4 | 1 | 1 | 2 | 2  | 9  | -7 |
| 5   | C2 | Lituania   | 1  | 4 | 0 | 1 | 3 | 1  | 9  | -8 |

## Statistiche

### Classifica marcatrici
9 reti
- Sharon Beck (1 rig.)

8 reti
- Haley Bugeja (1 rig.)

6 reti
- Lisette Tammik
- Karlīna Miksone (2 rig.)

5 reti
- Armisa Kuč
- Birgül Sadikoğlu

4 reti
- Olga Ševcova

3 reti
- Emma Treiberg
- Erëleta Memeti
- Anastasija Poļuhoviča
- Slađana Bulatović

2 reti
- Mana Mollayeva
- Nazlıcan Parlak
- Antri Violari
- Eden Avital
- Noa Selimhodzic
- Yulia Myasnikova
- Donjeta Halilaj (1 rig.)
- Valentina Metaj
- Diāna Suvitra
- Emilija Giržutaitė
- Joana Lourenco Magalhães
- Amy Thompson
- Maria Farrugia
- Jasna Đoković
- Jelena Vujadinović
- Gülbin Hız
- Yağmur Uraz

1 rete
- Sonia Del Barco
- Marina Muelas
- Veronika Asatryan
- Anna Dallakyan
- Ani Ghukasyan
- Oksanna Pizlova
- Ayshan Ahmadova
- Kristina Bakarandze
- Sevinj Jafarzade
- Diana Mammadova
- Nigar Mirzaliyeva
- Dimitra Ivanova
- Polina Rasina
- Yoana Stankova
- Leonora Zheleva
- Elena Aristodimou
- Kristina Bannikova
- Kairi Himanen
- Sunniva Dal Christiansen
- Teona Bakradze
- Ana Cheminava
- Natia Danelia
- Nino Pasikashvili
- Khatia Tchkonia
- Maria Almasri
- Marian Awad
- Shira Elinav
- Vital Kats
- Meytal Sharabi
- Rahel Shtainshnaider
- Talia Sommer
- Aida Gaistenova
- Kamila Kulmagambetova
- Arailym Orynbassarova
- Asselkhan Turlybekova
- Kaltrina Biqkaj
- Valentina Limani
- Modesta Uka
- Sandra Voitāne
- Viktorija Zaičikova
- Monika Grikšaitė
- Liucija Vaitukaitytė
- Marta Estevez (1 rig.)
- Andreia Machado
- Olivera Cokleska
- Ulza Maksuti
- Gentjana Rochi
- Rachel Cuschieri
- Stefania Farrugia
- Kailey Willis
- Veronica Cojuhari
- Nadejda Colesnicenco
- Felicia Guțu
- Irina Topal
- Maja Šaranović
- Meryem Cennet Çal
- İlayda Civelek
- Miray Cin
- Arzu Karabulut
- Ebru Topçu (1 rig.)
- Ece Türkoğlu

1 autorete
- Marine Karapetyan (a favore d'Israele)
- Sunniva Dal Christiansen (a favore del Montenegro)
- Angelina Portnova (a favore dell'Armenia)
- Vestina Neverdauskaitė (a favore della Turchia)